# Handball-Bundesliga (Frauen) 1981/82
Die Saison 1981/82 der Frauen-Handball-Bundesliga ist die siebte in ihrer Geschichte. 20 Mannschaften spielten in zwei Staffeln um die deutsche Meisterschaft. Meister wurde der Bayer Leverkusen. Auch den DHB-Pokal gewann Bayer Leverkusen.

## Staffel Nord

### Abschlusstabelle
|    | Verein                 | Sp | Tore    | Diff. | Punkte |
| -- | ---------------------- | -- | ------- | ----- | ------ |
| 1  | Bayer Leverkusen       | 18 | 346:184 | +162  | 33:30  |
| 2  | VfL Engelskirchen      | 18 | 329:245 | +84   | 29:70  |
| 3  | VfL Oldenburg (P)      | 18 | 350:255 | +95   | 27:90  |
| 4  | SSC Südwest Berlin (N) | 18 | 291:233 | +58   | 27:90  |
| 5  | Holstein Kiel          | 18 | 249:247 | +2    | 17:19  |
| 6  | MTV Herzhorn (N)       | 18 | 245:279 | −34   | 13:23  |
| 7  | SC Union 03 Hamburg    | 18 | 247:271 | −24   | 12:24  |
| 8  | SC Greven 09           | 18 | 212:259 | −47   | 12:24  |
| 9  | Pulheimer SC           | 18 | 198:293 | −95   | 10:26  |
| 10 | SV Friedrichsfeld      | 18 | 146:347 | −201  | 00:36  |

Absteiger in die Regionalligen: Pulheimer SC und SV Friedrichsfeld.

Aufsteiger aus den Regionalligen: TV Grün-Weiß Stemmer und TSV Jarplund-Weding.

## Staffel Süd

### Abschlusstabelle
|    | Verein                     | Sp | Tore    | Diff. | Punkte |
| -- | -------------------------- | -- | ------- | ----- | ------ |
| 1  | TSV GutsMuths Berlin       | 18 | 284:211 | +73   | 30:60  |
| 2  | DJK Würzburg               | 18 | 325:250 | +75   | 28:80  |
| 3  | PSV Grünweiß Frankfurt (M) | 18 | 324:254 | +70   | 28:80  |
| 4  | VfL Waiblingen             | 18 | 248:233 | +15   | 24:12  |
| 5  | TSV Germania Malsch        | 18 | 248:269 | −21   | 19:17  |
| 6  | TSV Rot-Weiß Auerbach      | 18 | 262:259 | +3    | 16:20  |
| 7  | VfB Gießen                 | 18 | 230:234 | −4    | 13:23  |
| 8  | Reinickendorfer Füchse     | 18 | 227:259 | −32   | 13:23  |
| 9  | 1. FC Nürnberg (N)         | 18 | 244:307 | −63   | 07:29  |
| 10 | Südwest Ludwigshafen (N)   | 18 | 202:320 | −118  | 02:34  |

Absteiger in die Regionalligen: 1. FC Nürnberg und Südwest Ludwigshafen.

Aufsteiger aus den Regionalligen: TV Lützellinden und VfL Sindelfingen.

## Endrunde um die deutsche Meisterschaft

### Halbfinale
DJK Würzburg – Bayer Leverkusen 7:23, 13:21

VfL Engelskirchen – TSV GutsMuths Berlin 32:19, 18:22

### Finale
Bayer Leverkusen – VfL Engelskirchen 23:12

(Das insgesamt 25. Endspiel um die deutsche Meisterschaft fand in Aachen statt)

## Entscheidungen
|     | Deutscher Meister                     |
|     | Absteiger in die Regionalliga         |
| (M) | Meister der letzten Saison            |
| (P) | Pokalsieger der letzten Saison        |
| (N) | Neuling/Aufsteiger der letzten Saison |